# Amphoe Bua Lai
Amphoe Bua Lai (Thai: อำเภอ บัวลาย) ist ein Landkreis (Amphoe – Verwaltungs-Distrikt) im Norden der Provinz Nakhon Ratchasima. Die Provinz Nakhon Ratchasima liegt in der Nordostregion von Thailand, dem so genannten Isan. 

## Geographie
Amphoe Bua Lai grenzt an die folgenden Landkreise (von Norden im Uhrzeigersinn): an die Amphoe Waeng Noi und Phon der Provinz Khon Kaen, sowie an die Amphoe Prathai, Sida und Bua Yai in der Provinz Nakhon Ratchasima.

## Geschichte
Bua Lai wurde am 1. Juli 1997 zunächst als „Zweigkreis“ (King Amphoe) eingerichtet, indem sein Gebiet vom Amphoe Bua Yai abgetrennt wurde.
Am 15. Mai 2007 hatte die thailändische Regierung beschlossen, alle 81 King Amphoe in den einfachen Amphoe-Status zu erheben, um die Verwaltung zu vereinheitlichen.
Mit der Veröffentlichung in der Royal Gazette „Issue 124 chapter 46“ vom 24. August 2007 trat dieser Beschluss offiziell in Kraft.

## Verkehr
Der Hauptort Nong Bua Lai verfügt über einen Bahnhof an der Nordostlinie der thailändischen Eisenbahn (Strecke Nakhon Ratchasima–Nong Khai). Durch den östlichen Teil des Bezirks führt die Thanon Mittraphap („Straße der Freundschaft“; Nationalstraße 2).

## Verwaltung

### Provinzverwaltung
Der Landkreis Bua Lai ist in vier Tambon („Unterbezirke“ oder „Gemeinden“) eingeteilt, die sich weiter in 45 Muban („Dörfer“) unterteilen.
| Nr. | Name          | Thai     | Muban | Einw. |
| --- | ------------- | -------- | ----- | ----- |
| 1.  | Mueang Phalai | เมืองพะไล | 09    | 4.089 |
| 2.  | Non Chan      | โนนจาน   | 14    | 7.183 |
| 3.  | Bua Lai       | บัวลาย    | 13    | 8.047 |
| 4.  | Nong Wa       | หนองหว้า  | 09    | 5.411 |

### Lokalverwaltung
Es gibt eine Kommune mit „Kleinstadt“-Status (Thesaban Tambon) im Landkreis:
- Nong Bua Lai (Thai: เทศบาลตำบลหนองบัวลาย), bestehend aus Teilen des Tambon Bua Lai.

Außerdem gibt es vier „Tambon-Verwaltungsorganisationen“ (องค์การบริหารส่วนตำบล – Tambon Administrative Organizations, TAO):
- Mueang Phalai (Thai: องค์การบริหารส่วนตำบลเมืองพะไล)
- Non Chan (Thai: องค์การบริหารส่วนตำบลโนนจาน)
- Bua Lai (Thai: องค์การบริหารส่วนตำบลบัวลาย)
- Nong Wa (Thai: องค์การบริหารส่วนตำบลหนองหว้า)